# 杨梅
杨梅，又稱為樹梅，杨梅科杨梅属喬木植物，亦是水果树种。喜湿，耐阴寒，生長於溫帶、亚热带。

## 分布
原产中国长江流域、珠江流域、中国东南地区，在日本列岛、朝鲜半岛及菲律宾群岛等地区均有种植。
产于廣東汕头市潮阳区西胪镇的西胪乌酥杨梅为中国优稀品种，是潮阳杨梅的代表。产于广西贺州市昭平县黄姚镇的杨梅，每年5至6月份就是新鲜上市的时间，可以加工製作成杨梅干、杨梅酒等。臺灣有原生種銳葉楊梅（Myrica rubra (Lour.) S. et Zucc.）及固有種恆春楊梅（Myrica adenophora Hance），產季則在每年5月底至6月，產期稍短。

## 產期
一般在4月中下旬会剪枝剪果。小满前后当季，一般在端午节後过季。

## 特性

### 營養
其樹葉、根及枝幹表皮富含單寧，可提煉黃酮類和香精油。
其果仁，含維生素B17，具高蛋白、高油脂。
其果實，含維生素C、有機酸。

### 药用
《本草纲目》记载：“鹽藏食，去痰止嘔噦，消食下酒。乾作屑，臨飲酒時服方寸匕，止吐酒。止渴，和五臟，能滌腸胃，除煩憒惡氣。燒灰服，斷下痢，甚驗。鹽者常含一枚，咽汁，利五臟下氣。”

## 形态
常绿乔木；树皮灰色；叶革质，倒披针形或倒卵状椭圆形，全缘或先端稍有钝锯齿；雌雄异株，雄花序圆柱形，红黄色葇荑花序，雌花序卵状长椭圆形，穗状花序；2月开花结果，5月成熟，球形核果状果实，密生多数囊状体，果子有红、白、紫三色，根据不同品种有不同种类的上品杨梅，一般鲜红色的比较酸甜，最为成熟的标志是紫红色。
- 常绿乔木
- 树皮灰色
- 叶革质，倒披针形或倒卵状椭圆形
- 穗状花序
- 結出果實
- 果实球形核果状，密生多数囊状体

## 文化
楊梅最早於西漢起即有人工栽培，李白的詩多次提及楊梅如《梁園吟》：「玉盤楊梅為君設，吳鹽如花皎白雪。」。又如孟浩然《裴司士員司戶見尋》：「廚人具雞黍，稚子摘楊梅。」
臺灣楊梅區舊名「楊梅壢」，「壢」在客家語裡是「坑谷」的意思，清代客家人先後移民到這裡，看到滿山遍野都是野生的楊梅樹，所以把這裡稱為楊梅壢，而楊梅樹因此也理所當然成為楊梅區的「區樹」。
楊梅同時為日本高知縣的縣花和德島縣的縣樹。

## 延伸阅读
[在维基数据编辑]
 《欽定古今圖書集成·博物彙編·草木典·楊梅部》，出自陈梦雷《古今圖書集成》

## 外部連結
- . . 中国科学院植物研究所 –iPlant 植物智植物物种信息系统 （中文（中国大陆））.

- 楊梅 Yangmei （页面存档备份，存于） 藥用植物圖像資料庫 (香港浸會大學中醫藥學院) （中文）（英文）
- 葉綠醇 Phytol （页面存档备份，存于） 中草藥化學圖像數據庫 (香港浸會大學中醫藥學院) （中文）（英文）